# Strada statale 424 della Val Cesano
La strada statale 424 della Val Cesano (SS 424), già strada provinciale 424 della Valcesano (SP 424) in provincia di Pesaro e Urbino e già strada provinciale 424 Pergolese (SP 424) in provincia di Ancona, è una strada statale italiana che percorre la valle scavata dal fiume Cesano nelle Marche.

## Percorso
La strada ha origine a Marotta, frazione di Mondolfo, dove si distacca perpendicolarmente dalla strada statale 16 Adriatica. Dopo poche centinaia di metri è presente il casello di Marotta-Mondolfo dell'A14 Bologna-Taranto. La strada prosegue lambendo il centro abitato di Mondolfo (Centocroci), sconfina in provincia di Ancona attraversando Ponterio frazione di Trecastelli.
Il tracciato raggiunge quindi la sponda sinistra del fiume Cesano, incominciando a risalirne il percorso. Torna così nella provincia di Pesaro e Urbino attraversando il centro abitato di Monte Porzio e sfiorando quello di Mondavio (passa nelle frazioni San Filippo sul Cesano e San Michele al Fiume).
Incomincia quindi a salire leggermente di altitudine, passando per San Lorenzo in Campo e raggiungendo la periferia di Pergola. Il percorso continua quindi in direzione ovest, arrivando a innestarsi sul tratto ormai dismesso della strada statale 3 Via Flaminia all'interno di Cagli.
In seguito al decreto legislativo n. 112 del 1998, dal 2001, la gestione è passata dall'ANAS alla Regione Marche.
La strada è stata oggetto del cosiddetto piano Rientro strade, per cui la competenza dell'intero tracciato è tornata all'ANAS il 24 ottobre 2018.